# مفاعل فرشة مميعة

المفاعل ذو الفرشة المميعة (أو مفاعل المهد المميع) يستعمل لتنفيذ العديد من التفاعلات الكيميائية متعددة الأطوار. يمرر مائع خلال مادة صلبة حبيبية (عادة حفاز) بسرعات كافية لتعليق المادة الصلبة، ما يجعلها تتصرف وكأنها مائع (ويقال أنها مميعة).